# Frank DiLeo (Musikmanager)
Frank Michael DiLeo (* 23. Oktober 1947 in Pittsburgh, Pennsylvania; † 24. August 2011 in North Lima, Ohio) war ein US-amerikanischer Musikmanager und Schauspieler. Bekannt wurde er insbesondere als Manager von Michael Jackson in den Jahren 1984 bis 1989 und erneut ab 2009.

## Leben
DiLeo wuchs als Sohn einer italienischstämmigen Familie in Pittsburgh auf, wo er die katholische St. Bede School und die Central Catholic High School besuchte. Nach Abschluss der Schule verdingte er sich zunächst als Schallplattenverkäufer und in verschiedenen anderen Berufen, bevor er 1968 eine Anstellung bei Epic Records in Cleveland als Promoter für Bands wie The Hollies oder Sly & the Family Stone erhielt. Wegen seiner erfolgreichen Arbeit wurde er bald in das Regionalbüro von Epic Records in Chicago versetzt. Danach folgte eine Tätigkeit bei RCA Records für Künstler wie Harry Nilsson, Waylon Jennings, John Denver, Charley Pride und Elvis Presley. Im Anschluss war DiLeo kurz für Bell Records tätig, und wechselte dann 1972 zu Monument Records in Nashville, wo er die Promotion für Musiker wie Kris Kristofferson, Billy Swan, Boots Randolph und die Gatlin Brothers verantwortete. Im Jahr 1976 kündigte DiLeo bei Monument, zog zurück nach Pittsburgh und heiratete.
1979 stellte der CBS Records President Walter Yetnikoff DiLeo erneut für die CBS-Tochter Epic Records als Vice President of National Promotion ein. DiLeo führte dort ein Team von 65 Promotern. Mit einem Netzwerk von weiteren unabhängigen Promotern gelang es ihm, das Airplay von Epic-Titeln im Radio massiv zu steigern. Unter seiner Ägide wuchs der Unternehmenswert von 65 auf 250 Mio. US-Dollar und Epic wurde das zweitgrößte Label der Vereinigten Staaten. Zu den Künstlern, die DiLeo unter Vertrag nahm und promotete, gehörten unter anderem The Clash, Quiet Riot, REO Speedwagon, Ozzy Osbourne, Gloria Estefan, Luther Vandross, Meat Loaf, Culture Club, Cyndi Lauper und Michael Jackson.
Beeindruckt durch die von DiLeo geplante Radio-Kampagne für das Album Thriller engagierte Jackson ihn 1984 als seinen Manager. Er blieb dies während der Arbeiten am Album Bad, der Bad World Tour und der Arbeit am Musikfilm Moonwalker, für den DiLeo auch als Executive Producer fungierte. Auch die Erstellung der aufwändigen Musikvideos für Jacksons Single-Auskopplungen ging auf seine Initiative zurück. Für das unter der Regie von Martin Scorsese entstandene Musikvideo zu Bad fungierte er als Executive Producer. DiLeo war auch maßgeblich an den Verhandlungen zum 10 Mio. US-Dollar umfassenden Werbevertrag zwischen Jackson und PepsiCo beteiligt. Unzufrieden mit den Verkaufszahlen des Bad-Albums entließ Jackson DiLeo 1989.
In den folgenden Jahren managte DiLeo auch andere Musiker wie 3T, Jodeci, Richie Sambora, Father MC und Taylor Dayne. Daneben trat er als Schauspieler in mehreren Filmen auf, darunter in Scorseses GoodFellas – Drei Jahrzehnte in der Mafia sowie den Komödien Wayne’s World und Wayne’s World 2. Ab dem Jahr 2007 war DiLeo Chief Executive der Produktionsfirma ValCom.
Während des Prozesses um den angeblichen Kindesmissbrauch durch Jackson im Jahr 2005 nahm DiLeo an jedem Verhandlungstag als Zuhörer teil, was zu einer erneuten Annäherung zwischen beiden führte. 2009 engagierte Jackson DiLeo während der Vorbereitungen zur geplanten Konzertserie This Is It erneut als seinen Manager. Diese kam allerdings wegen des plötzlichen Todes des Sängers am 25. Juni 2009 nicht mehr zustande. Für den kurz darauf entstandenen Dokumentarfilm Michael Jackson’s This Is It fungierte DiLeo als Co-Producer.
Eine geplante Autobiografie, die auch Details über seine Streitigkeiten mit dem Jackson Estate enthüllen sollte, konnte Frank DiLeo nicht mehr umsetzen. Nach einer Herz-Operation im März 2011 kam es zu Komplikationen, an denen er am 24. August 2011 verstarb. Er hinterließ seine Frau, eine Tochter und einen Sohn sowie ein Enkelkind.

## Filmografie (Auswahl)
Produktion
- 1987: Michael Jackson – Bad (Musikvideo, Executive Producer)
- 1988: Michael Jackson – Speed Demon (Musikvideo, Producer)
- 1988: Moonwalker (Executive Producer)
- 1989: Michael Jackson – Leave Me Alone (Musikvideo, Producer)
- 1995: Michael Jackson – Video Greatest Hits – HIStory (Producer, Segment Bad)
- 2003: Michael Jackson – Number Ones (Dokumentarfilm, Producer, Segment Bad)
- 2009: Michael Jackson’s This Is It (Dokumentarfilm, Co-Producer)

Schauspieler
- 1988: Moonwalker
- 1990: GoodFellas – Drei Jahrzehnte in der Mafia (Goodfellas)
- 1992: Wayne’s World
- 1993: Tribeca (Fernsehserie, 1 Episode)
- 1993: Wayne’s World 2
- 1994: New York Undercover (Fernsehserie, 1 Episode)
- 1995: Kiss of Death